# Sister (álbum de Sonic Youth)
Sister es el cuarto álbum de la banda de rock alternativo Sonic Youth, lanzado en 1987 bajo el sello SST Records, para posteriormente ser relanzado en 1994 bajo el sello DGC Records.
El álbum se mueve a través del noise rock y estructuras pop más tradicionales, al mismo tiempo que mantiene agresivos tintes experimentales. Recibió comentarios universalmente positivos. Sister está en parte inspirado en la vida y obra del escritor de ciencia ficción Philip K. Dick (la "hermana" del título fue la hermana melliza de Dick, quien murió poco después de nacer, y cuya memoria ha atormentado a Dick durante toda su vida). El bonus track de la versión en CD "Master-Dik" es una extraña canción de rap que menciona al proyecto Ciccone Youth; su título se refiere a Masterdisk, empresa de sonido de Nueva York. Como es lo usual, Moore y Gordon cantan en la mayoría de las canciones, pero Ranaldo lo hace esta vez en "Pipeline/Kill Time".
Pitchfork Media catalogó a Sister como el 14º mejor álbum de la década de 1980. NME lo catalogó en el número 8 en su lista Greatest Albums of All-Time, y en el número 37 en su lista de los 50 Greatest Albums of the 80's. En julio de 1995, la revista Alternative Press votó a Sister como el tercer mejor álbum de la década entre que abarca 1985–1995.

## Lista de canciones
Todas las canciones escritas y compuestas por Sonic Youth, salvo que se indique lo contrario. 
| N.º   | Título                                                               | Duración |  |
| 1.    | «Schizophrenia» (letra/voz Gordon and Moore)                         | 4:38     |  |
| 2.    | «(I Got A) Catholic Block» (letra/voz Moore)                         | 3:26     |  |
| 3.    | «Beauty Lies in the Eye» (letra/voz Gordon)                          | 2:20     |  |
| 4.    | «Stereo Sanctity» (letra/voz Moore)                                  | 3:50     |  |
| 5.    | «Pipeline/Kill Time» (letra/voz Ranaldo)                             | 4:35     |  |
| 6.    | «Tuff Gnarl» (letra/voz Moore)                                       | 3:15     |  |
| 7.    | «Pacific Coast Highway» (letra/voz Gordon)                           | 4:18     |  |
| 8.    | «Hot Wire My Heart» (de Johnny Strike / voz Moore, Gordon y Ranaldo) | 3:23     |  |
| 9.    | «Cotton Crown1» (letra/voz Gordon y Moore)                           | 5:08     |  |
| 10.   | «White Cross2» (letra/voz Moore)                                     | 2:59     |  |
| 42:49 |                                                                      |          |  |

| Bonus track del CD |              |          |  |
| N.º                | Título       | Duración |  |
| 11.                | «Master-Dik» | 5:10     |  |

Notas
1: El tema se llamó "Kotton Krown" en el lanzamiento original de SST/Blast First, renombrándose como "Cotton Crown" en el relanzamiento de DGC y en los lanzamientos posteriores de Blast First.
2: El tema se llamó "White Kross" en el lanzamiento original de SST/Blast First, renombrándose como "White Cross" en el relanzamiento de DGC y en los lanzamientos posteriores de Blast First.

## Personal
- Lee Ranaldo – guitarra, voz
- Kim Gordon  – bajo eléctrico, guitarra, voz
- Thurston Moore – guitarra, voz, Moog modular
- Steve Shelley – batería, programación
- Walter Sear – programación
- Bill Titus – ingeniería